# Makirastruikzanger
De makirastruikzanger (Horornis parens; synoniem: Cettia parens) is een zangvogel uit de familie Cettiidae. De vogel werd op 11 december 1929 op het eiland Makira (Salomonseilanden) verzameld en zes jaar later beschreven door Ernst Mayr.

## Kenmerken
De vogel is 11 tot 12 cm lang. Het is een onopvallende, grijsbruine vogel met een duidelijke, smalle roomkleurige wenkbrauwstreep. De vogel lijkt qua uiterlijk en gedrag op de Cetti's zanger (Cettia cetti) en heeft korte vleugels en een kort staartje en relatief lange poten.

## Verspreiding en leefgebied
Deze soort is endemisch op het eiland Makira en leeft in de ondergroei van montaan bos boven de 600 m boven zeeniveau.

## Status
Het is geen bedreigde vogelsoort.